# László Lencse
László Lencse (Győr, 2 luglio 1988) è un ex calciatore ungherese, di ruolo attaccante.

## Palmarès

### Club

#### Competizioni nazionali
- Campionato ungherese: 2

MTK Budapest: 2007-2008
Videoton: 2010-2011
- Supercoppa d'Ungheria: 1

MTK Budapest: 2008
- Nemzeti Bajnokság II: 2

Puskás Akadémia: 2016-2017
MTK Budapest: 2019-2020